# Pintu Pohan Dolok
Pintu Pohan Dolok is een bestuurslaag in het regentschap Toba Samosir van de provincie Noord-Sumatra, Indonesië. Pintu Pohan Dolok telt 159 inwoners (volkstelling 2010).